# 林贻影
林贻影（1963年6月21日—），汉族，福建古田人。中华人民共和国政治人物，中国共产党党员，第十三届全国人民代表大会广东地区代表。

## 生平
2018年2月24日，当选为第十三届全国人大代表。